# Stora Grönesjö
Stora Grönesjö är en sjö i Borås kommun i Västergötland och ingår i Rolfsåns huvudavrinningsområde.